# Vantage Pointe Condominium
Le Vantage Pointe Condominium est un gratte-ciel de logements (residential condominium) de 128 mètres de hauteur construit à San Diego en Californie aux États-Unis de 2006 à 2009. L'immeuble comprend 679 logements.
L'architecte est l'agence S2 Architecture.